# Portage Des Sioux
Portage Des Sioux è un comune degli Stati Uniti d'America, situato nello Stato del Missouri, diviso tra la contea di Saint Charles.